# Allégations de génocide des Palestiniens
Cet article concerne toutes les allégations depuis 1948. Pour le génocide à Gaza au cours de la guerre à Gaza, voir Génocide à Gaza.
Les allégations de génocide des Palestiniens font référence à l'accusation selon laquelle le gouvernement israélien a incité à commettre, a commis ou commet, un crime de génocide à l'encontre du peuple palestinien. Cette accusation est formulée à maintes reprises au cours du conflit israélo-palestinien, ce qui est parfois lié à la perspective selon laquelle Israël serait un État colonial de peuplement,. Cette qualification des événements est faite en relation avec la Nakba, ainsi qu'avec des développements plus récents du conflit, y compris le blocus de la bande de Gaza, la guerre de Gaza de 2014 et la guerre à Gaza depuis 2023 qui a tué plusieurs dizaines de milliers de Palestiniens,. Dans ce dernier conflit en particulier, de nombreux spécialistes du droit international et du génocide ont fait part de leurs préoccupations concernant l'incitation claire à commettre un génocide et l'utilisation d'un langage déshumanisant par les responsables israéliens, allant jusqu'à apparenter les Palestiniens à des « animaux ».
Le 12 décembre 2023, la Fédération internationale pour les droits humains qualifie les actes perpétrés par l’armée israélienne à Gaza de génocide.
Le 26 janvier 2024, la Cour internationale de justice rend une décision au titre de la Convention sur le génocide ordonnant à Israël d'empêcher tout éventuel acte génocidaire dans la bande de Gaza, et d'autoriser l'accès humanitaire à ce territoire palestinien.
Dans son ordonnance, la Cour internationale de Justice a également jugé plausible que certains des droits revendiqués par l'Afrique du Sud en vertu de la Convention pour la prévention et la répression du crime de génocide méritaient d'être protégés. Ces droits incluent la protection des Palestiniens de Gaza contre les actes de génocide et les infractions connexes mentionnées à l'article III de la Convention, ainsi que le droit de l'Afrique du Sud de demander à Israël de respecter ses obligations au titre de ladite Convention.
En novembre 2024, le rapport d'un comité spécial de l'ONU établit que les méthodes employées par Israël « correspondent aux caractéristiques d'un génocide ».

## Histoire

### Nakba

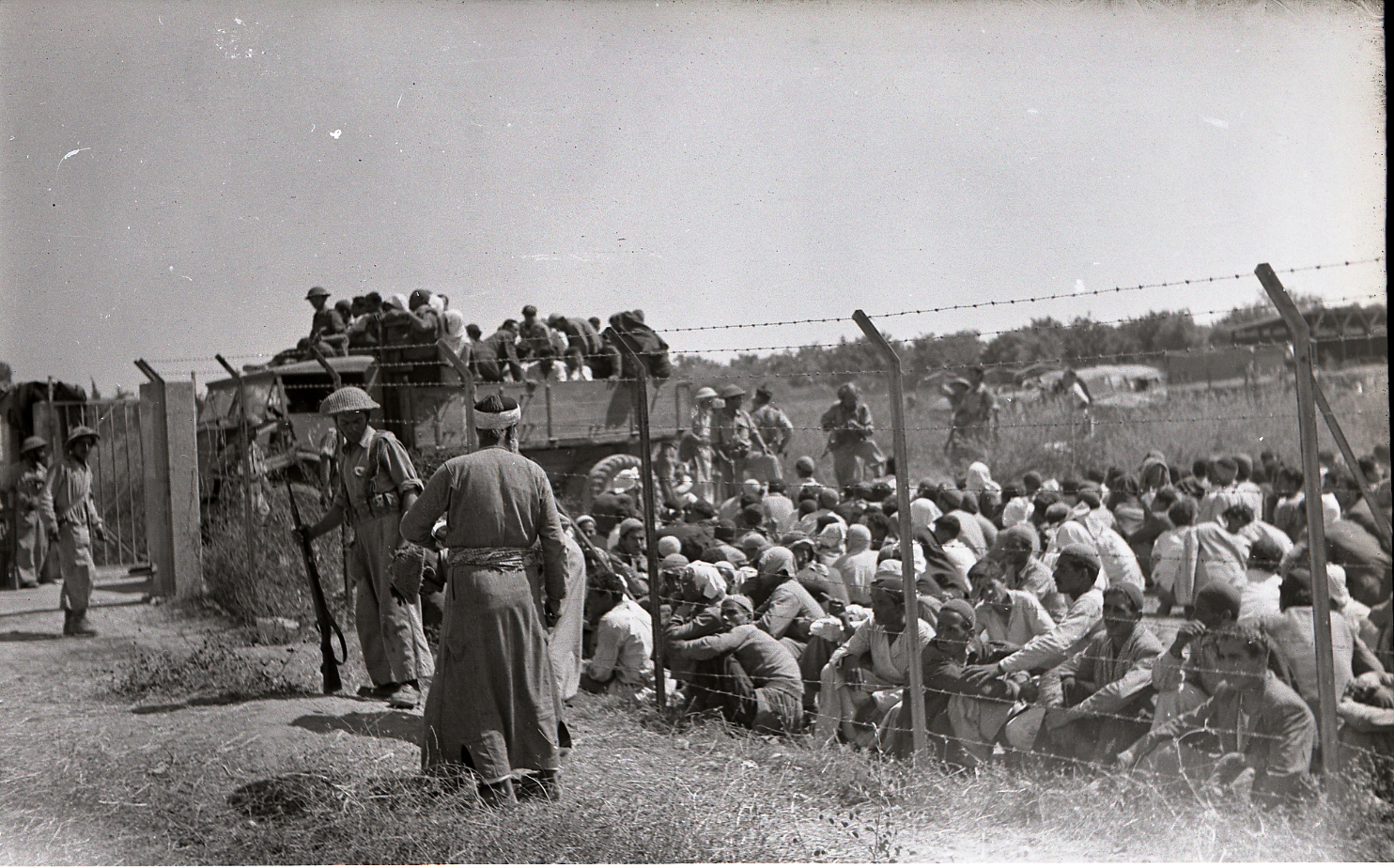
Des hommes palestiniens dans la ville de Ramle vus derrière une clôture de barbelés, avant d'être expulsés par les forces israéliennes (juillet 1948).

La Nakba désigne l'exode palestinien de 1948, soit par la fuite volontaire, soit par l'exil forcé de 750 000 habitants de la Palestine mandataire autour de la guerre israélo-arabe de 1948. 
En 2010, les historiens Martin Shaw (en) et Omer Bartov débattent de la question de savoir si la Nakba de 1948 doit être considérée comme un génocide, Shaw soutenant que c'était le cas et Bartov n'étant pas d'accord. L'ancien secrétaire général adjoint du Conseil musulman de Grande-Bretagne, Daud Abdullah (en), déclare que « compte tenu de l'intention déclarée des dirigeants sionistes, cette destruction massive et ce dépeuplement des villages palestiniens correspondent facilement à la définition du génocide telle qu'elle figure dans la Convention pour la prévention et la répression du crime de génocide ».
L’historien Ilan Pappé publie en 2006 Le Nettoyage ethnique de la Palestine, où il montre comment le plan Daleth était un plan d’expulsion du maximum possible d’Arabes de Palestine mandataire. Dans un article faisant dialoguer cet ouvrage et les écrits de Raphael Lemkin, inventeur de la notion de génocide, John Docker estime que le terme de nettoyage ethnique est un euphémisme créé par les criminels qui le perpètrent et que différents actes commis par les Juifs/Israéliens au moment de la Nakba sont constitutifs du crime de génocide.

### Massacre de Kafr Qassem
En 1956, les autorités israéliennes planifient des massacres dans la zone du Triangle afin de la vider de ses habitants arabes. Ce massacre fait partie du plan Hafarperet (« plan taupe » en hébreu) conçu par le gouvernement Ben Gourion pour faire fuir les Palestiniens d'Israël, en exploitant une guerre avec la Jordanie pour vider la région du Triangle de sa population arabe en perpétrant des massacres de civils afin de pousser les survivants à fuir.

### Massacre de Sabra et Chatila

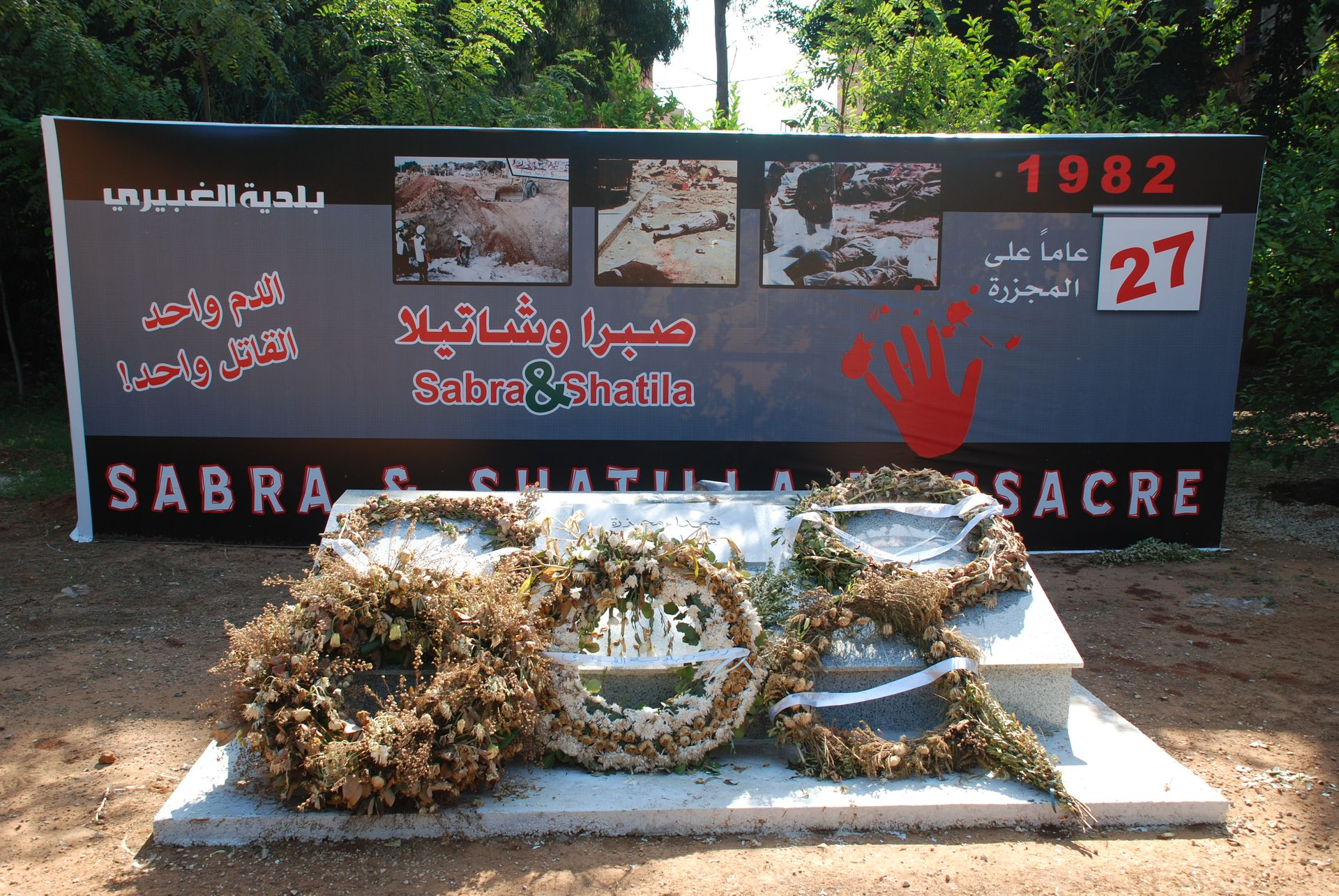
Mémorial du massacre de Sabra et Shatila.

Le massacre de Sabra et Chatila a lieu pendant l'invasion israélienne au Liban de 1982 et est perpétré par les milices chrétiennes des phalangistes libanais qui auraient fait entre 700 et 3 500 victimes palestiniennes. La commission d'enquête Kahane conclut à la responsabilité indirecte de dirigeants israéliens qui n'ont pas suffisamment tenu compte du risque d'un massacre ni tenté de le prévenir, le rôle passif de l'armée israélienne dans le drame s'inscrivait dans une stratégie approuvée par son état-major.
Le 16 décembre 1982, l'Assemblée générale des Nations unies condamne le massacre de Sabra et Chatila et le déclare acte de génocide. Le résultat du vote sur la section D de la résolution 37/123 est le suivant : oui : 123 ; non : 0 ; abstentions : 22 ; non-votants : 12.
Le délégué du Canada déclare : « Le terme de génocide ne peut, à notre avis, s'appliquer à cet acte inhumain particulier. ». Le délégué de Singapour — qui a voté « oui » — ajoute : « Ma délégation regrette l'utilisation de l'expression « acte de génocide » [...]. [car] le terme 'génocide' est utilisé pour désigner des actes commis dans l'intention de détruire, en tout ou en partie, un groupe national, ethnique, racial ou religieux ». Le Canada et Singapour se demandent si l'Assemblée générale est compétente pour déterminer si un tel événement constitue un génocide. L'Union soviétique, en revanche, affirme que : « Le mot pour désigner ce qu'Israël est en train de faire sur le sol libanais est génocide. Son but est de détruire les Palestiniens en tant que nation ». Le délégué du Nicaragua affirme : « Il est difficile de croire qu'un peuple qui a tant souffert de la politique nazie d'extermination au milieu du XXe siècle utilise les mêmes arguments et méthodes fascistes et génocidaires contre d'autres peuples ».
Les États-Unis déclarent que « si la criminalité du massacre ne fait aucun doute, qualifier cette tragédie de génocide au sens de la convention de 1948 constitue un abus de langage grave et imprudent ».
William Schabas, directeur du Centre irlandais pour les droits de l'homme à l'université nationale d'Irlande, déclare : « le terme de génocide [...] a manifestement été choisi pour embarrasser Israël plutôt que par souci de précision juridique ».
La commission indépendante dirigée par Seán MacBride, chargée d'enquêter sur les violations du droit international signalées par Israël, estime toutefois que le concept de génocide s'applique à l'affaire, l'intention des auteurs du massacre étant « la destruction délibérée des droits et de l'identité nationale et culturelle du peuple palestinien ».

### Blocus de la bande de Gaza

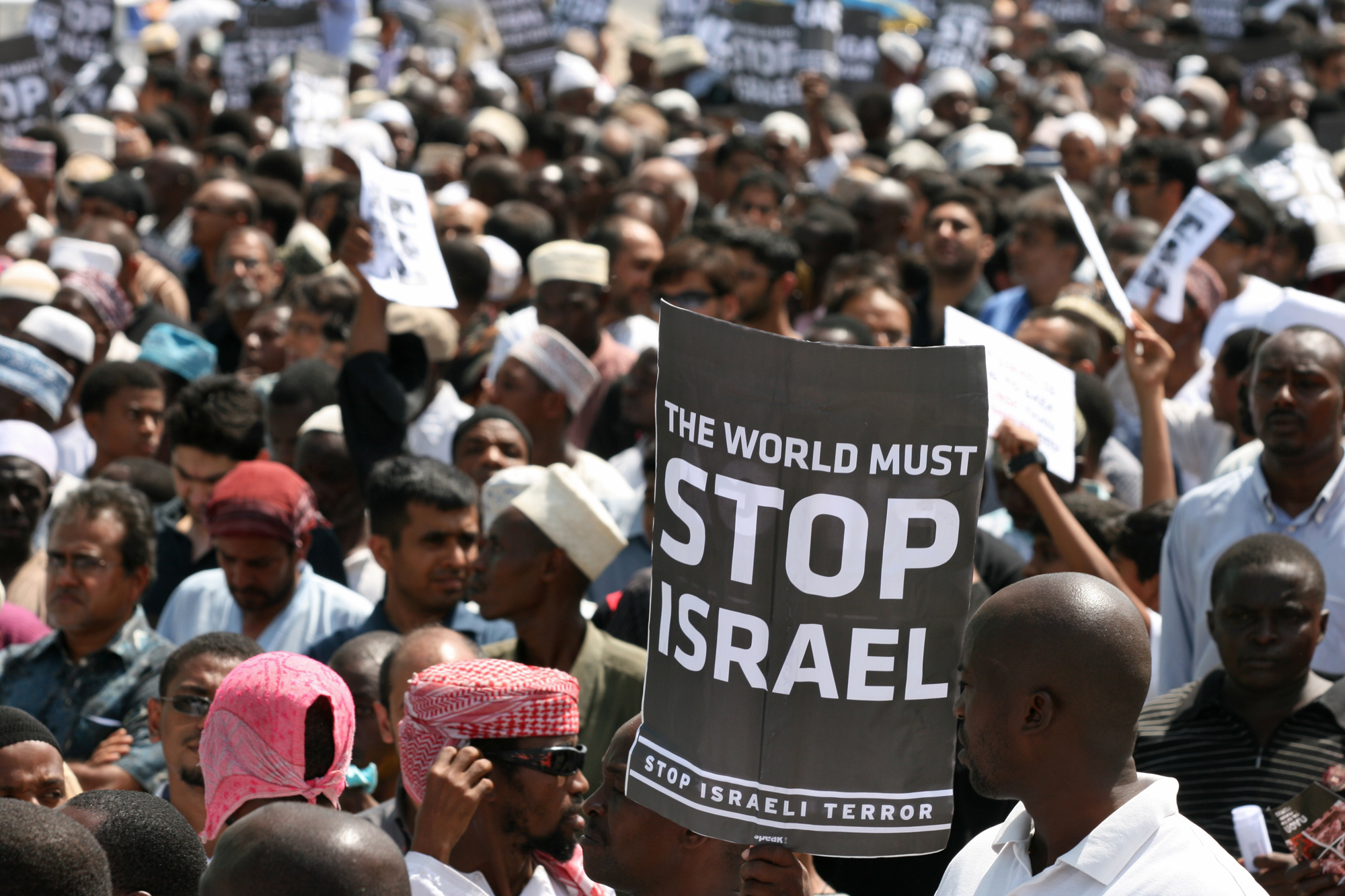
Manifestations à Dar es Salaam contre le bombardement de Gaza par Israël en 2008-2009.

En 2007, Israël impose le blocus de la bande de Gaza — soutenu par l'Égypte — sur la circulation des biens et des personnes à l'intérieur et à l'extérieur de la bande de Gaza. Le nouvel historien israélien Ilan Pappé affirme que le génocide « est la seule façon appropriée de décrire ce que Tsahal fait dans la bande de Gaza »,. Dans un article écrit en 2023 dans le Journal international des droits de l'homme, Mohammed Nijim exprime sa conviction « que les politiques israéliennes qui ont été promulguées après l'introduction du blocus de la bande de Gaza équivalent à un génocide au ralenti ».

### Guerre de Gaza de 2014

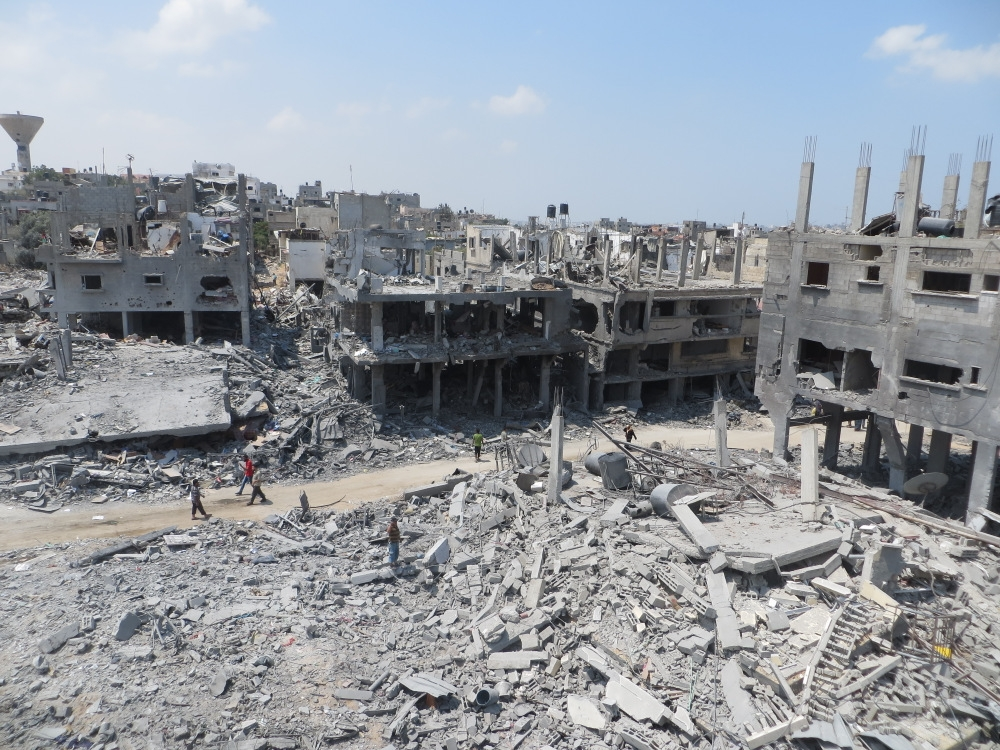
Beit Hanoun en 2014, après les bombardements israéliens.

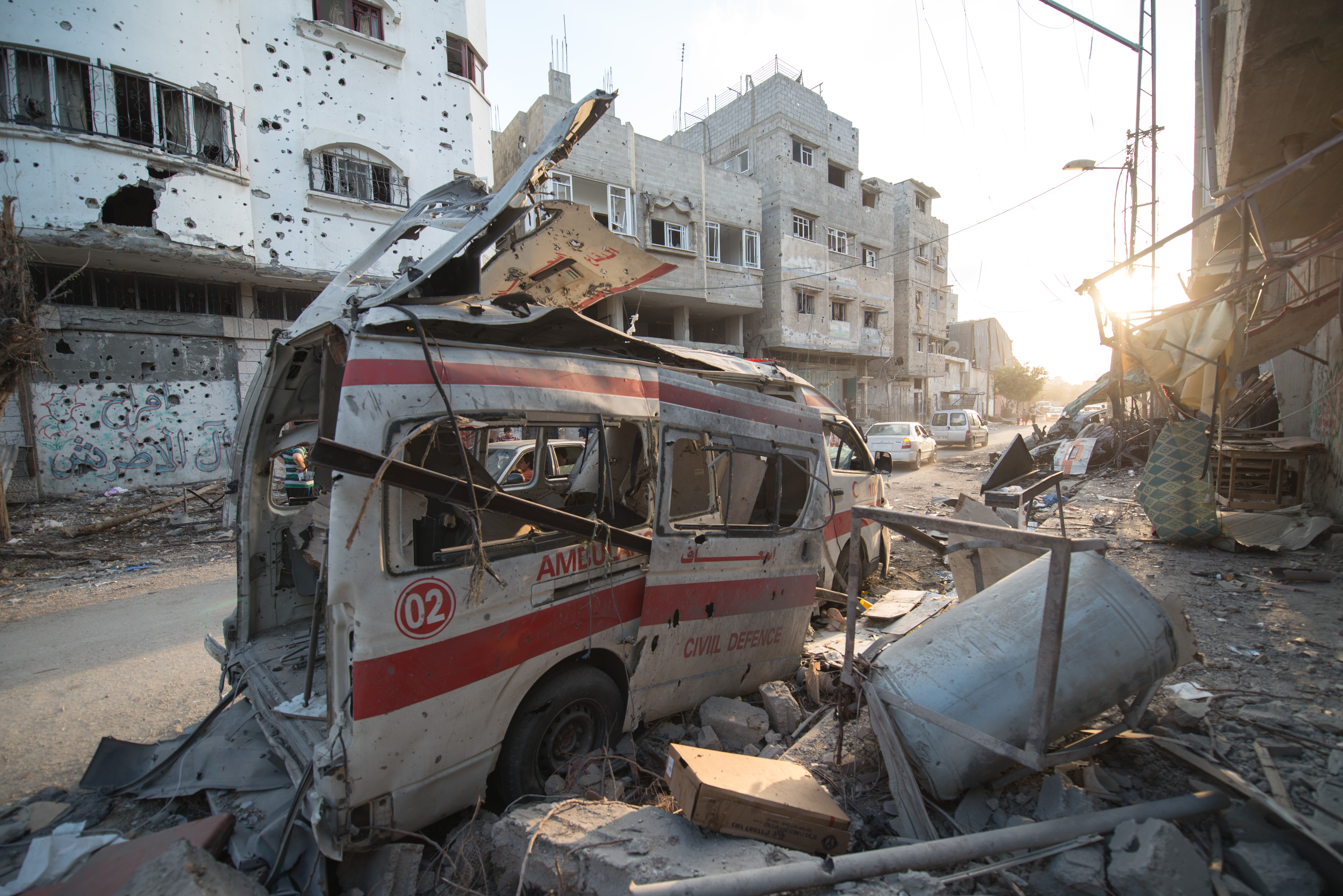
Ambulance détruite à Shuja'iyya, dans la bande de Gaza, pendant la guerre de Gaza de 2014.

La guerre de Gaza de 2014, également appelée opération Bordure protectrice, est une opération militaire lancée par Israël le 8 juillet 2014 dans la bande de Gaza. Al-Haq, une organisation palestinienne de défense des droits de l'homme, conclut dans un rapport que de graves violations du droit international ont été commises au cours de l'offensive israélienne de 2014 contre Gaza. L'organisation, ainsi que d'autres organisations palestiniennes de défense des droits de l'homme, le Centre palestinien pour les droits de l'homme, le Centre Al Mezan (en) pour les droits de l'homme et Addameer, soumettent un dossier juridique à la Cour pénale internationale, l'encourageant à ouvrir une enquête et des poursuites sur les crimes contre l'humanité et les crimes de guerre commis au cours de l'offensive israélienne de 2014 contre Gaza. Le crime de génocide est évoqué dans ce contexte. En outre, des dizaines de survivants de la Shoah, ainsi que des centaines de descendants de survivants et de victimes de la Shoah, accusent Israël de « génocide » s'indignant des massacres avec la mort de plus de 2 000 Palestiniens,.

## Génocide à Gaza

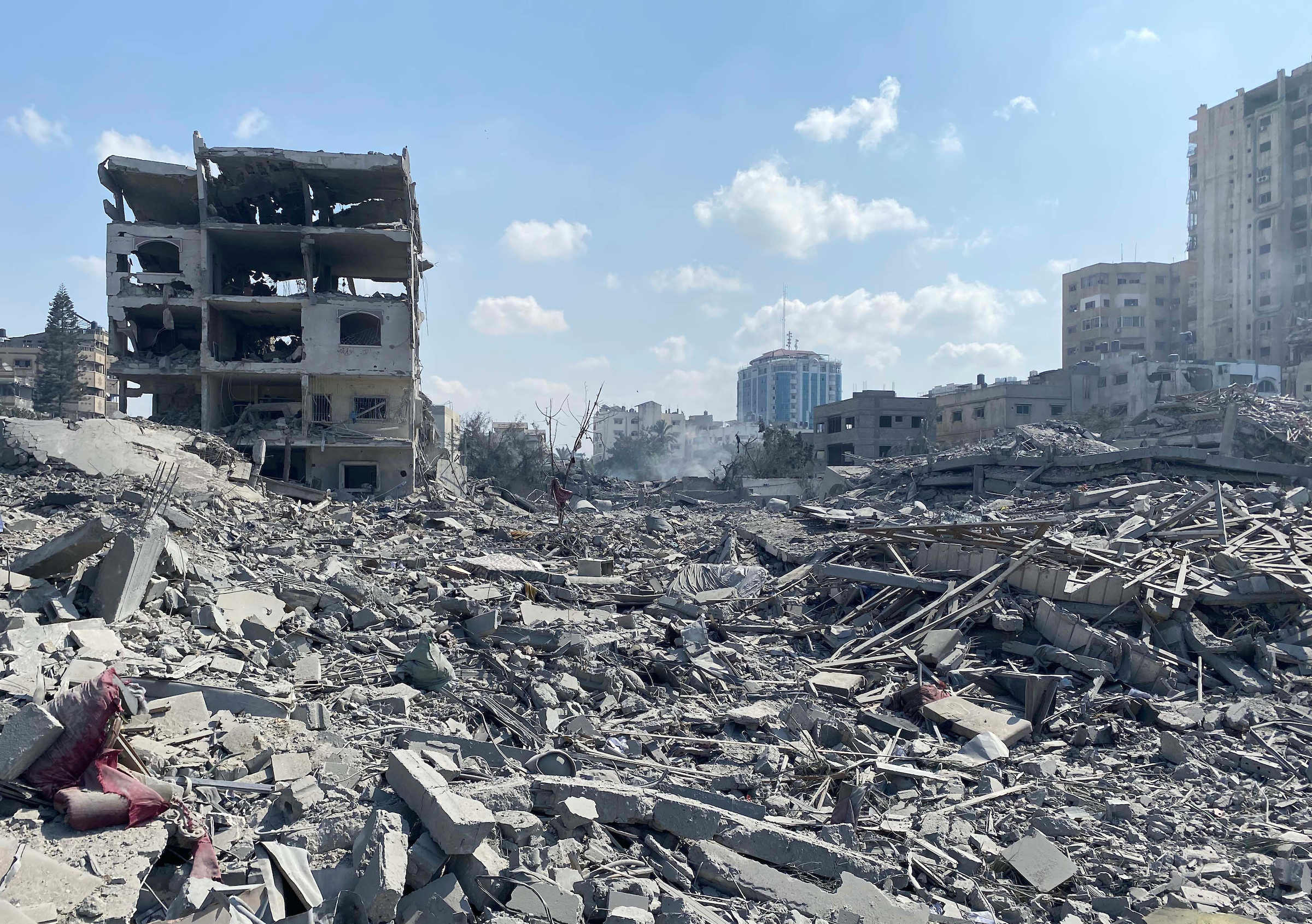
Dégâts causés par une frappe aérienne israélienne sur la zone d'El-Remal dans la bande de Gaza le 9 octobre 2023.

La reprise intense du conflit israélo-palestinien a débuté le 7 octobre 2023, date des attaques perpétrées par le Hamas contre Israël. Durant les cinq mois qui ont suivi, Tsahal a utilisé 25 000 tonnes d'explosifs dans la bande de Gaza, « l'équivalent de deux bombes nucléaires », selon le rapport d'un comité spécial de l'ONU. D’après le gouvernement palestinien, plus de 18 hôpitaux ont été mis hors-services par l’armée Israélienne depuis la reprise des combats.

### Contexte

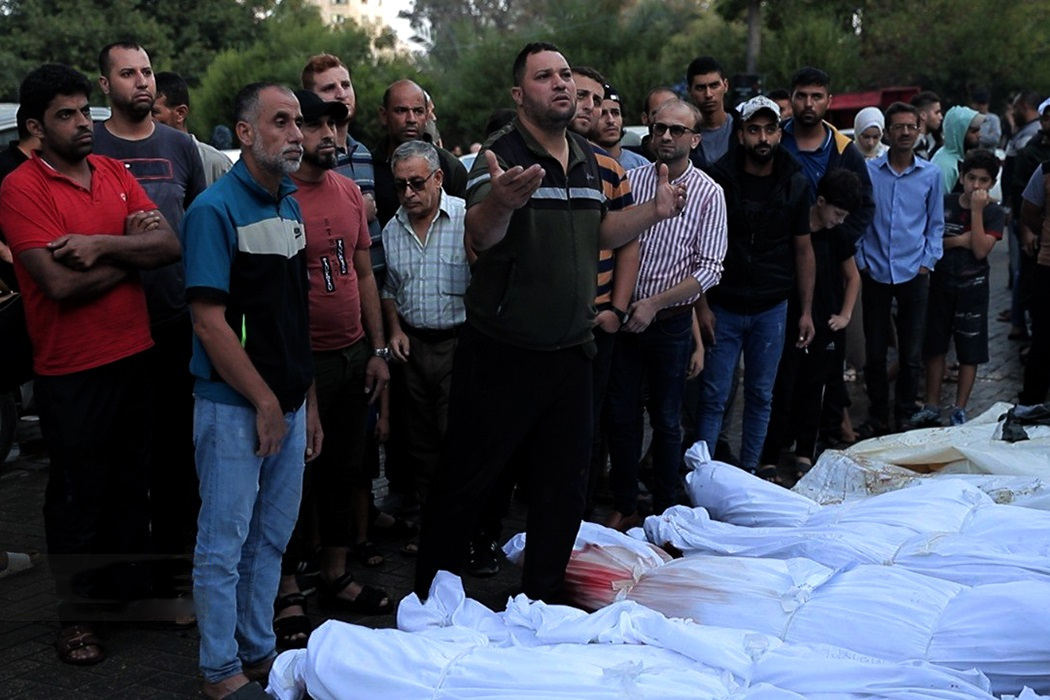
Des funérailles dans la bande de Gaza en octobre 2023.

La guerre à Gaza depuis 2023 commence lorsque le Hamas attaque Israël le 7 octobre 2023, tuant près de 1 200 personnes, principalement israéliennes, dont la plupart sont des civils, ce qui conduit à une contre-offensive israélienne. Le lendemain, Israël déclare officiellement la guerre au Hamas. Certains Palestiniens expriment immédiatement leur inquiétude quant à l'utilisation de cette violence pour justifier un « génocide » par Israël contre les Palestiniens. Le 15 octobre, TWAILR publie une déclaration signée par plus de 800 juristes exprimant leur « inquiétude quant à la possibilité que le crime de génocide soit perpétré par les forces israéliennes contre les Palestiniens dans la bande de Gaza ».

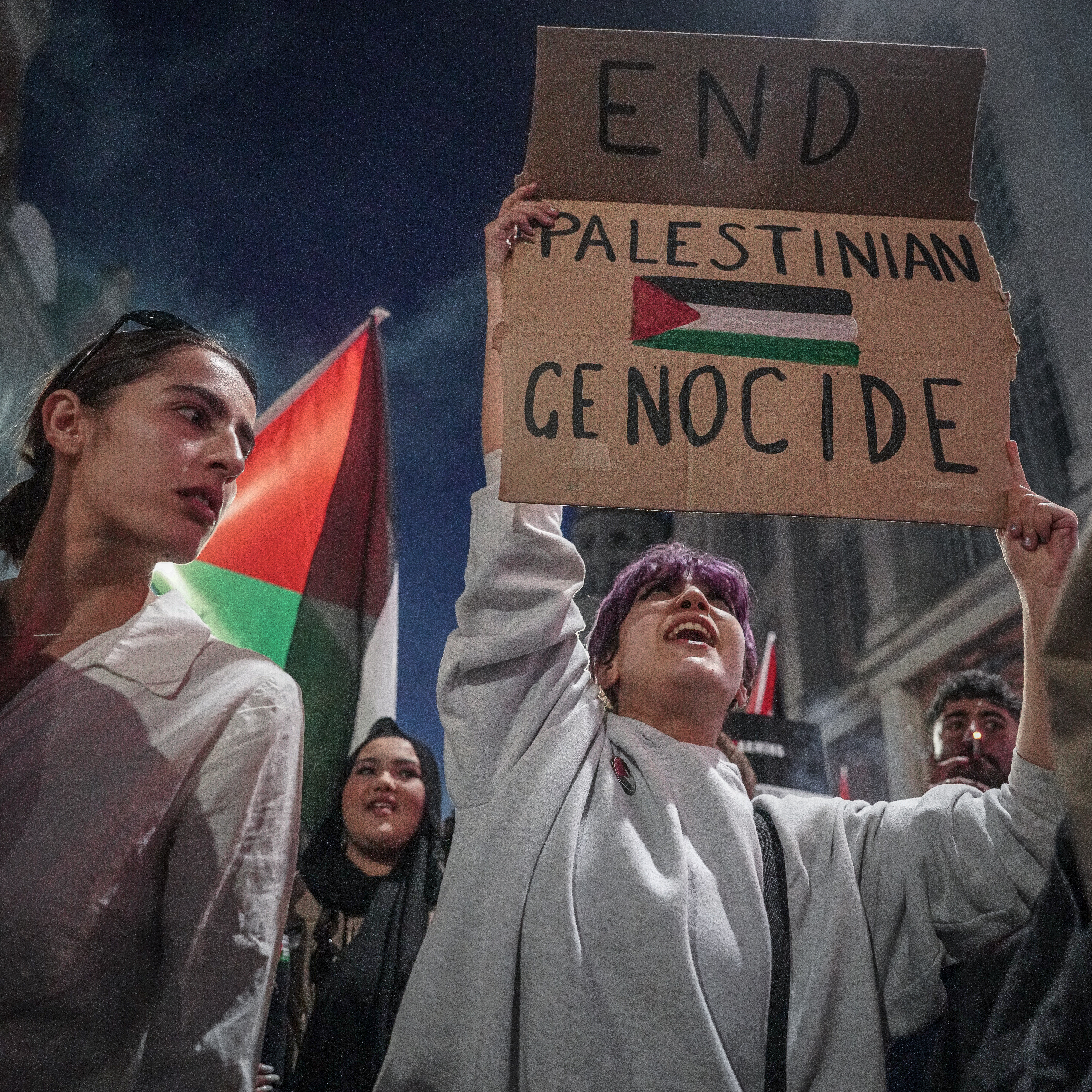
Manifestant tenant une pancarte « End Palestinian Genocide » à Londres, le 9 octobre 2023.

En novembre, plus d’une vingtaine de rapporteurs des Nations unies réitèrent leurs inquiétudes sur « un génocide en cours ». Ils mettent en évidence les preuves d’une incitation croissante au génocide, d’une intention manifeste de « détruire le peuple palestinien sous occupation ». Les rapporteurs s'inquiètent de « la rhétorique manifestement génocidaire et déshumanisante de hauts responsables du gouvernement israélien », ils se déclarent « profondément préoccupés par le soutien de certains gouvernements à la stratégie de guerre d’Israël contre la population assiégée de Gaza, et par l’incapacité du système international à se mobiliser pour empêcher le génocide ».
En novembre 2023 Amihai Eliyahu, ministre israélien d'extrême-droite, affirme qu'« il n'y a pas de non-combattants à Gaza ». Il déclare dans une interview qu'une frappe nucléaire sur Gaza est « une option », et qu'« Israël doit trouver des moyens plus douloureux que la mort pour les Palestiniens. ».
Le 12 décembre, la Fédération internationale pour les droits humains publie un communiqué appelant à « arrêter le génocide en cours »,.

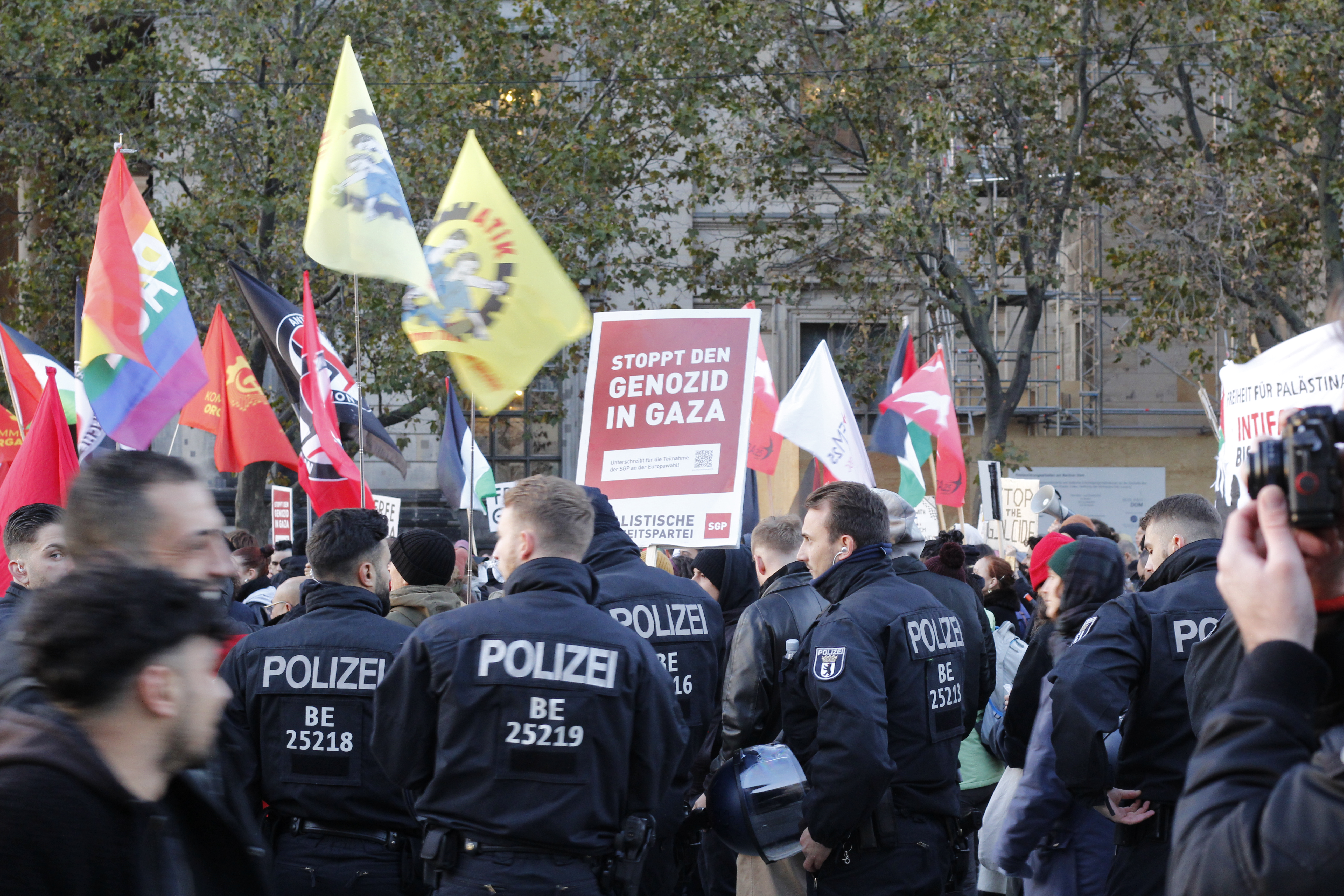
Manifestation à Berlin le 4 novembre 2023 avec des manifestants appelant à la fin du génocide à Gaza.

Selon Gideon Levy, journaliste et écrivain israélien, membre de la direction du quotidien Haaretz, « Israël n'est pas entré en guerre pour commettre un génocide - cela ne fait aucun doute - mais il le commet dans la pratique ».
En mai 2024, un charnier, où sont entassés une centaine de cadavres, est découvert après le retrait de l'armée israélienne dans la cour des deux principaux hôpitaux de la bande de Gaza, une porte-parole du Haut-Commissariat des Nations unies aux droits de l'homme rapporte que « les victimes auraient été enterrées profondément dans le sol et recouvertes de déchets », ajoutant que certains cadavres auraient été « retrouvés les mains liées et sans vêtement ». L'ONU réclame une enquête internationale « Compte tenu du climat d'impunité qui prévaut ». L'armée israélienne nie être à l'origine de ces fosses communes et affirme n'avoir enterré aucun corps, mais elle dit avoir « examiné » des cadavres déjà enterrés par leurs familles pour voir s'il y avait des otages israéliens.
Le 12 juin 2024, une Commission d'enquête de l'ONU accuse Israël de « crimes de guerre et de crimes contre l’humanité » au cours des opérations militaires menées à Gaza depuis le 7 octobre 2023 notamment pour « extermination ». La Commission a fait observer que « L’incitation directe et publique au génocide est un crime de droit international », elle fustige « une punition collective à l’encontre de la population civile ». Cette Commission accuse également le Hamas de « crimes de guerre » commis en Israël.
En juillet 2024, un article de la revue médicale britannique The Lancet estime que le nombre de victimes à Gaza dépasserait les 186 000 morts en calculant les morts « indirectes », ce qui représente 7,9 % de la population de ce petit territoire palestinien,. Selon Michael Spagat (en), chercheur américano-britannique spécialisé dans les conflits armés, la lettre publiée dans The Lancet attire l'attention sur la gravité du coût humain à Gaza mais sa méthode d'estimation des décès indirects « manque de fondements solides et n'est pas plausible ».
Dans un rapport de 300 pages ayant pour titre « On a l’impression d’être des sous-humains » avec le sous-titre : « le génocide des Palestiniens et Palestiniennes commis par Israël à Gaza » publié le 5 décembre 2024, Amnesty International déclare avoir « rassemblé suffisamment d’éléments pour conclure qu’Israël a commis et continue de commettre un génocide contre les Palestiniens »,,.
Le 19 décembre 2024, les ONG, Human Rights Watch et Médecins sans frontières, dans deux rapports distincts, accusent Israël de commettre un génocide à Gaza,,.

### Plainte de l'Afrique du Sud contre Israël pour génocide
Le 29 décembre 2023, l'Afrique du Sud lance une requête auprès de la Cour internationale de justice, pour dénoncer ce qu’elle estime être le caractère « génocidaire » de l’invasion israélienne à Gaza. Dans sa requête, l’Afrique du Sud affirme qu’Israël « s'est livré, se livre et risque de continuer à se livrer à des actes de génocide contre le peuple palestinien à Gaza ». Elle dénonce des « massacres » et une intention de « détruire » ce peuple. Elle indique également que « L'État israélien, y compris aux plus hauts niveaux, du président, du Premier ministre et du ministre de la Défense israéliens expriment une intention génocidaire ». Le gouvernement israélien rejette « avec dégoût » ces accusations,. Les États-Unis, principal soutien d’Israël, a qualifié cette accusation de génocide d’ « infondée, contre-productive et basée sur aucun fait ».
La Cour internationale de justice rend une première décision le 26 janvier 2024, par laquelle elle considère comme plausible l’accusation de « génocide » dirigée contre Israël.

### Première décision de la Cour internationale de justice, 26 janvier 2024
La Cour internationale de justice rend une première décision le 26 janvier 2024, par laquelle elle considère comme plausible l’accusation de génocide dirigée contre Israël, indique six mesures conservatoires, mais s'abstient d'évoquer un cessez-le-feu à Gaza. La Cour ordonne notamment à Israël d'empêcher tout éventuel acte génocidaire, de prendre des mesures immédiates permettant de fournir aux Palestiniens « l’aide humanitaire dont ils ont un besoin urgent ». Israël doit aussi « prévenir et punir » l’incitation au génocide. Cette décision a « l'impact symbolique « énorme » de toute décision rendue contre l'État hébreu au titre de la Convention sur le génocide, compte tenu de son histoire » selon une analyse pour l'AFP de Juliette McIntyre, experte en droit international à l'Université d'Australie du Sud.
Les livraisons d'armes à Israël deviennent plus problématiques du fait de la mention par la Cour d'un risque de génocide à Gaza. De même, selon le site Mediapart, cette décision marque « un tournant dans la guerre », qu'elle soit mise en œuvre ou non par l'État hébreu.
Dans une seconde décision rendue le 28 mars 2024, la CIJ prononce des mesures conservatoires supplémentaires et « confirme les conclusions de son précédent arrêt. » Le 26 avril 2024 dans une interview sur BBC news, la juge Joan Donoghue ex-présidente de la CIJ précise que « la CIJ n'a pas jugé du fond (du caractère génocidaire – ou pas – de l’intervention israélienne, lequel sera abordé ultérieurement, mais de la nécessité d’adopter des mesures conservatoires » ; ainsi le risque de génocide est considéré comme plausible par la Cour ; quant à l'allégation de génocide, la question de sa plausibilité n'est pas encore tranchée.

### Tribune d'universitaires spécialistes de la Shoah, janvier 2024
Le 10 janvier 2024, 50 universitaires spécialistes de la Shoah et des études juives, demandent à l'institut Yad Vashem de condamner les discours, explicites ou implicites, qui, en Israël, appellent au génocide à Gaza.

### Rapport de Francesca Albanese pour l'ONU, mars 2024
Le 25 mars 2024, Francesca Albanese, rapporteuse spéciale des Nations unies sur les territoires palestiniens, publie un rapport intitulé « Anatomie d'un génocide » : elle y affirme qu’il existe des « motifs raisonnables » de croire qu’Israël a commis plusieurs actes de génocide dans la bande de Gaza,.
Le texte distingue trois actes de génocide qui auraient été commis contre les Palestiniens, et qui comptent parmi les cinq actes inscrits dans la Convention pour la prévention et la répression du crime de génocide de 1948 : le meurtre direct des membres du groupe ; les dommages physiques ou psychiques causés aux membres du groupe ; « la soumission intentionnelle du groupe à des conditions d’existence devant entraîner sa destruction physique totale ou partielle ».
Le rapport évoque aussi un « nettoyage ethnique » de Gaza. Des civils qui, obéissant aux ordres d'évacuation, s'étaient déplacés vers le sud de la bande de Gaza, ont été néanmoins tués. Ce constat, associé aux propos de dirigeants israéliens planifiant le déplacement massif de Palestiniens hors de Gaza et le remplacement de ces habitants par des colons israéliens, « conduisent raisonnablement à déduire que les ordres d’évacuation et les zones de sécurité ont été utilisés comme des outils génocidaires pour parvenir à un nettoyage ethnique », selon le rapport.
Les autorités israéliennes ayant affirmé leur respect du droit international humanitaire dans leur conduite de la guerre, Francesca Albanese déclare que l'État hébreu a « invoqué ce droit comme un "camouflage humanitaire" afin de légitimer la violence génocidaire qu’il déploie à Gaza ». Le rapport accuse les dirigeants israéliens d’avoir dans les faits traité « un groupe entier » comme s'il était « terroriste » ou « soutenant le terrorisme », pour « transformer ainsi tout et tout le monde en cible ou en dommages collatéraux ».
Le rapport recommande aux États de mettre en place un embargo sur les armes contre Israël, d'instaurer un cessez-le-feu à Gaza, et de protéger l'enclave palestinienne en y envoyant une force internationale. Il recommande aussi de poursuivre le soutien financier à l'UNRWA. L'Union européenne est appelée à suspendre son accord d'association avec Israël.

#### Pertes humaines
Concernant le premier acte de génocide présumé, le rapport fait état en mars 2024 de « 30 000 morts, 12 000 disparus (sous les décombres) et 71 000 blessés graves ». 70 % des personnes tuées à Gaza sont des femmes et des enfants, selon les chiffres du ministère de la santé du Hamas. Quant aux 30 % de morts restants - des hommes - Israël n'a pas fourni les preuves permettant d'établir que ces victimes masculines étaient armées. Le rapport invoque le blocus de la bande de Gaza pratiqué par Israël qui a entraîné des morts dues à la famine. Il se réfère aux bombardements de la bande de Gaza qui ont conduit au largage, dans les premiers semaines de la guerre, de l'équivalent de deux bombes nucléaires.

#### Atteintes à l'intégrité physique ou mentale
Le blocus de la bande de Gaza par Israël a mis en danger la santé des Palestiniens, en raison de l'absence d'approvisionnement en médicaments et en désinfectants. Des opérations sans anesthésie ont dû être pratiquées, y compris des amputations sur des enfants.
Des milliers d'hommes et de jeunes garçons palestiniens ont été emprisonnés par Israël selon le rapport ; ces détentions se sont accompagnées dans un grand nombre de cas de mauvais traitements, d'actes de torture, qui ont provoqué des « incapacités à long terme », et parfois la mort.

#### Conditions de vie devant entraîner la destruction du groupe
Priver un groupe des moyens de se perpétuer - même sans porter atteinte directement aux membres du groupe - constitue un acte de génocide. Relèvent de ce type d'action, selon le rapport, les destructions dans les opérations militaires israéliennes des hôpitaux, des terres agricoles, du bétail, des équipements de pêche, des moyens de télécommunication, des établissements d'enseignement et du patrimoine culturel palestinien.
Le rapport relève des déclarations publiques de responsables israéliens comme celle du ministre de la Défense israélien, Yoav Gallant, qui avait assumé le 9 octobre 2023 le fait qu'un « siège complet » de Gaza tel qu'il le mettrait en oeuvre signifiait qu'il n'y aurait « pas d'électricité, pas de nourriture, pas d'eau, pas de carburant », ou le propos semblable d'Israël Katz, alors ministre de l'Énergie, le 12 octobre 2023.
Les autorités israéliennes ont nié l'ensemble des faits évoqués dans le rapport, ou ont fourni des justifications fondées sur les nécessités imposées par le terrain, et accusé Francesa Albanese de chercher à délégitimer l'existence d'Israël.

### Génocide avéré selon des universitaires israéliens
le 17 avril 2024, Amos Goldberg, historien israélien spécialiste de la Shoah à l’Université hébraïque de Jérusalem, publie une analyse selon laquelle les actions d'Israël pendant la guerre à Gaza depuis 2023 sont constitutives d'un génocide. Selon lui, le fait que ce qui se passe à Gaza ne ressemble pas à l'Holocauste ne signifie pas qu'il ne s'agit pas d'un génocide. Il rappelle qu'à Sebrenica, « seuls » 8 000 hommes furent tués, et pourtant le massacre a été reconnu comme un génocide par le Tribunal pénal international pour l’ex-Yougoslavie. De même pour l'oppression des Rohingya par la Birmanie, reconnu comme un génocide par les États-Unis même si la plupart d’entre eux furent « seulement » expulsés et que « seuls » 10 000 d’entre eux ont été tués. En octobre 2024, il va plus loin et affirme explicitement que « ce qui se passe à Gaza est un génocide, car Gaza n’existe plus ». Il dénonce également la « rhétorique génocidaire » qui domine en Israël, dans les médias, l’opinion publique et la sphère politique.
Menachem Klein, professeur émérite à l’université Bar-Ilan de Tel Aviv, estime en novembre 2024 que « les informations qui nous parviennent de la bande de Gaza montrent qu’Israël a recours systématiquement à des méthodes génocidaires ». L'universitaire israélien précise que « le génocide, ce n’est pas un plan qui vise à détruire chaque Palestinien à Gaza. Le génocide correspond à une échelle de violence extrême infligée à un territoire et à sa population, et à une destruction systématique de toutes ses institutions, dans le but de détruire l’identité collective d’un groupe. Or c’est ce qu’Israël fait, en détruisant tous les hôpitaux, les universités, les tribunaux, les administrations. Israël détruit l’identité collective des Gazaouis. C’est clairement un génocide ».

### «Caractéristiques d'un génocide» selon un comité de l'ONU
Dans un rapport paru le 14 novembre 2024, un comité spécial de l'ONU affirme que les méthodes employées par Israël « correspondent aux caractéristiques d'un génocide ». En particulier, le comité s'inquiète des « pertes civiles massives et les conditions imposées aux Palestiniens sur place mettant leur vie en danger intentionnellement ».
Le rapport alerte également sur la vaste campagne de bombardements israéliens qui a décimé les services essentiels et déclenché une catastrophe environnementale : « en détruisant les systèmes vitaux d'approvisionnement en eau, d'assainissement et d'alimentation, et en contaminant l'environnement, Israël a créé un mélange mortel de crises qui infligeront de graves préjudices aux générations à venir ».

## Transfert forcé de population

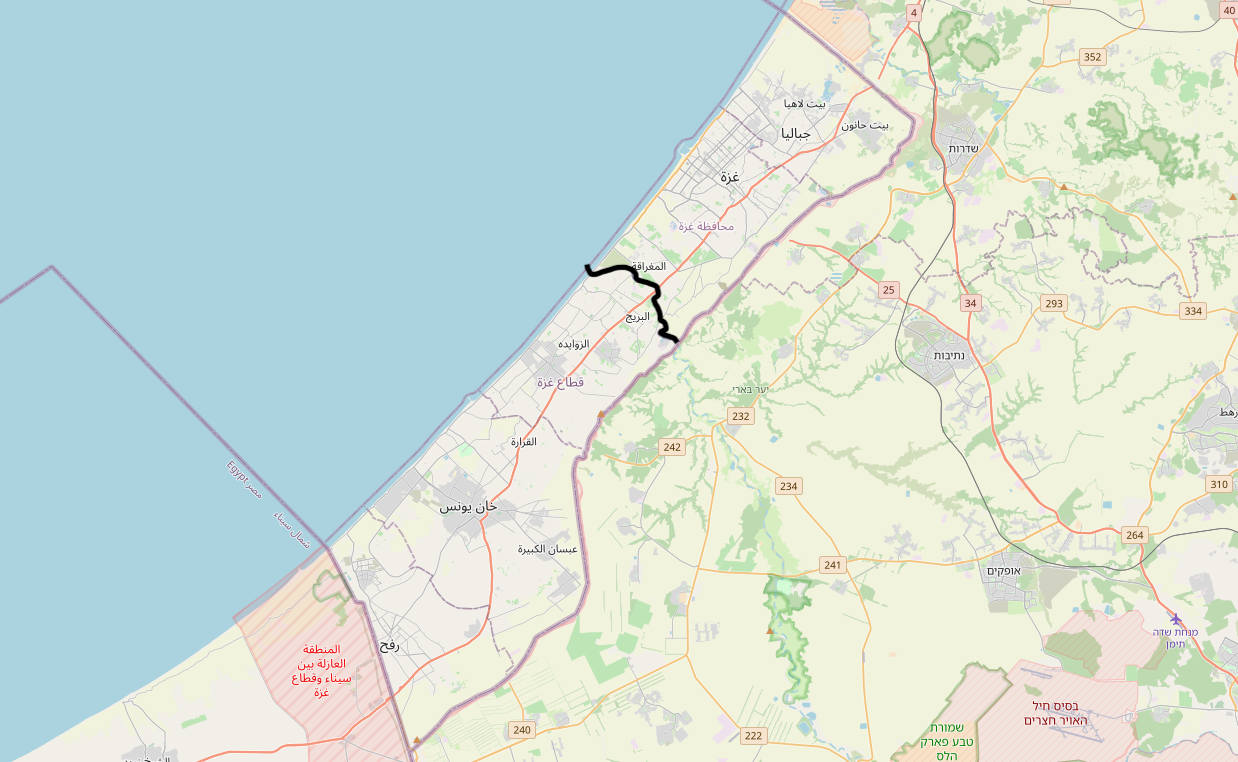
Carte de la bande de Gaza : la ligne en noir représente la limite fixée par Tsahal à la rivière Bésor pour l'évacuation.

L'ordre d'évacuation d'Israël est qualifié de transfert forcé de population par Jan Egeland, ancien diplomate norvégien impliqué dans les accords d'Oslo. Un « transfert forcé » est le déplacement forcé d'une population civile dans le cadre d'une attaque organisée contre elle et est considéré comme un crime contre l'humanité par la Cour pénale internationale. Dans une interview avec la BBC, Egeland déclare : « Il y a des centaines de milliers de personnes qui fuient pour sauver leur vie - [ce n'est] pas quelque chose qu'on devrait appeler une évacuation. Il s'agit d'un transfert forcé de personnes de tout le nord de Gaza, ce qui, selon la convention de Genève, constitue un crime de guerre ». Francesca Albanese, rapporteur spécial des Nations unies, met en garde contre un nettoyage ethnique de masse à Gaza. Raz Segal, historien israélien et directeur du programme d'études sur l'Holocauste et le génocide à l'université de Stockton, qualifie cette opération de « cas d'école de génocide ». Un document d'orientation du ministère israélien du Renseignement ayant fait l'objet d'une fuite suggère une expulsion permanente de la population de Gaza vers l'Égypte, ce qui est décrit comme une approbation de l'épuration ethnique.
Itamar Ben-Gvir, ministre de la Sécurité nationale, préconise en janvier 2024 un départ massif des Palestiniens de Gaza et le retour des colons israéliens.
Le 5 janvier 2024, Martin Griffiths (en) coordinateur des affaires humanitaires des Nations unies déclare que « Gaza est tout simplement devenue inhabitable », et prévient que « La famine approche ».
Le 4 février 2025, le président des États-Unis, Donald Trump, dans une conférence de presse conjointe avec le Premier ministre israélien, Benyamin Netanyahou, déclare vouloir « prendre le contrôle à long terme de Gaza » et « reloger les habitants de Gaza en Égypte, en Jordanie et dans de nombreux autres pays » et cela « d'une façon permanente. ».

## Allégations de l’intention d'Israël d'affamer la population de Gaza
Une famine dans la bande de Gaza est provoquée dans le cadre de la guerre à Gaza depuis 2023.
Les groupes de défense des droits de l'homme accusent Israël d'utiliser la famine comme méthode de guerre. L'entrée limitée des camions d'aide exacerbe la crise, ce qui incite les experts à la qualifier de l'un des pires cas de famine provoquée par l'homme depuis près d'un siècle. Il a été avancé que « l'appauvrissement minutieusement planifié » était une politique à long terme d'Israël pour la bande de Gaza. L'avocat Dov Weissglas (en) explique : « Nous devons les rendre beaucoup plus minces, mais pas suffisamment pour qu'ils meurent », l'idée étant de « mettre les Palestiniens au régime, mais pas de les faire mourir de faim ». De même, Israël impose de sévères restrictions à la pêche dans les eaux de Gaza.
En réponse à l'attaque du 7 octobre, Israël annonce le 9 octobre 2023 qu'il bloquait l'entrée de carburant, de médicaments et de nourriture dans la bande de Gaza. Le 23 octobre, Cindy McCain, directrice exécutive du Programme alimentaire mondial des Nations unies, déclare que les gens « meurent littéralement de faim à l'heure où nous parlons ». Les États-Unis et l'ONU rejettent tous deux les allégations israéliennes selon lesquelles le Hamas joue un rôle important dans la famine. Selon Human Rights Watch, le gouvernement israélien utilise la famine imposée à des civils comme méthode de guerre dans la bande de Gaza, ce qui constitue un crime de guerre.
Le 29 février, des tirs israéliens sur une foule affamée et une vaste bousculade pendant une distribution d'aide, dans le nord de Gaza, ont fait plus de 110 morts selon le ministère de la Santé du Hamas, soulevant au sein de la communauté internationale indignation et appels à ouvrir une enquête pour établir les responsabilités, l'armée israélienne reconnait des « tirs limités » par des soldats israéliens se sentant « menacés », mais une équipe de l'ONU ayant visité le lendemain du drame l'hôpital Al-Shifa de Gaza, qui a accueilli un grand nombre de blessés, déclare avoir vu « un grand nombre de blessures par balles ».
Le 3 mars, Agnès Callamard, présidente d'Amnesty International, déclare que la mort de dix enfants due à la malnutrition cette semaine est illégale et le résultat d'une « famine artificielle » israélienne.
Le 12 mars, le chef de la diplomatie européenne Josep Borrell dénonce l'utilisation de la faim « comme arme de guerre » à Gaza, lors d'un discours au Conseil de sécurité de l'ONU.
Le 19 mars, le secrétaire d’État américain Antony Blinken affirme que « 100 % de la population de Gaza est dans une situation d’insécurité alimentaire grave. C’est la première fois qu’une population entière est ainsi classée ».
Le 5 aout, le ministre israélien des Finances Bezalel Smotrich déclare publiquement que « laisser mourir de faim » les habitants de la bande de Gaza pourrait « être justifié et moral », avant d'ajouter « on fait entrer de l'aide humanitaire car on n'a pas le choix, nous sommes dans un espace qui exige d'avoir de la légitimité internationale pour mener cette guerre ».
L’armée israélienne dit avoir transformé, au 16 avril 2025, 30 % de la bande de Gaza en « périmètre de sécurité », où la population palestinienne est interdite d'accès sous peine de mort. D'après un calcul de l'AFP à partir des cartes publiées par Tsahal, le périmètre concerné représente en réalité environ 187 km2, soit un peu plus de la moitié du territoire. Les bâtiments se trouvant dans cette zone sont systématiquement détruits selon des témoignages de soldats israéliens ayant requis l'anonymat.
L'ONU souligne qu'Israël, en tant que puissance occupante, peut légalement ordonner l'évacuation temporaire de civils dans certaines zones, mais « la nature et la portée des ordres d'évacuation soulèvent de sérieuses questions quant à l'intention d'Israël d'exclure définitivement la population civile de ces zones afin de créer une 'zone tampon' », ce qui constitue un crime contre l'humanité selon le Statut de Rome. Selon Agnès Levallois, de la Fondation pour la recherche stratégique, « la stratégie menée par Israël dans la bande de Gaza consiste à rendre le territoire invivable. »

## Discours juridique
Il existe depuis longtemps un débat juridique sur la question de savoir s'il est possible d'affirmer qu'Israël a violé la convention sur le génocide. C'est en 1998 que Francis Boyle (en), avocat américain spécialiste des droits de l'homme et professeur de droit international à la faculté de droit de l'université de l'Illinois, suggère pour la première fois qu'une telle affaire doit être portée devant les tribunaux.

### Concepts de génocide
Le terme « génocide » est inventé en 1944 par un juriste juif polonais, Raphael Lemkin, qui explique que pour lui « le terme ne signifie pas nécessairement des massacres de masse ».

« Plus souvent, [le génocide] fait référence à un plan coordonné visant à détruire les fondements essentiels de la vie des groupes nationaux, de sorte que ces groupes s'étiolent et meurent comme des plantes qui ont souffert d'un fléau. Ce but peut être atteint par la désintégration forcée des institutions politiques et sociales, de la culture du peuple, de sa langue, de ses sentiments nationaux et de sa religion. Elle peut être réalisée en supprimant toute base de sécurité personnelle, de liberté, de santé et de dignité. Lorsque ces moyens échouent, la mitrailleuse peut toujours être utilisée en dernier recours. Le génocide est dirigé contre un groupe national en tant qu'entité et l'attaque contre les individus n'est que secondaire par rapport à l'anéantissement du groupe national auquel ils appartiennent. »

De nombreux analystes affirment qu'Israël a violé plusieurs dispositions de la Convention pour la prévention et la répression du crime de génocide, notamment en tuant des membres du groupe, en infligeant des atteintes graves à l'intégrité physique ou mentale de membres du groupe et en soumettant délibérément le groupe à des conditions d'existence devant entraîner sa destruction physique totale ou partielle. Haifa Rashed et Damien Short ont exprimé leur conviction que le concept original de génocide de Lemkin peut être utilisé pour analyser « les relations historiques et continues, culturelles et physiques, sociales et politiques destructrices impliquées dans le conflit israélo-palestinien ». Dans une autre publication, Rashed, Short et John Docker affirment que le conflit ne reçoit pas suffisamment d'attention dans le domaine des études sur le génocide. L'historien Lawrence Davidson (en), dans son livre sur le génocide culturel, inclut un chapitre sur le conflit israélo-palestinien.
Dans le contexte de l'attaque du Hamas contre Israël en 2023, des contre-attaques israéliennes et du blocus complet imposé, qui comprenait le refus de fournir de l'eau et de la nourriture à la population civile, l'historien israélien Raz Segal l'a décrit comme un « cas d'école de génocide » et l'a relié à la Nakba, l'expulsion des Palestiniens lors de la création d'Israël en 1948.
Michael Sfard (en), un avocat israélien spécialisé dans les droits de l'homme qui soutient au nom de Yesh Din (en) qu'Israël commet le crime d'apartheid, écrit en 2020 que la politique d'Israël à l'égard des Palestiniens « ne commence même pas à atteindre le seuil de ce qu'est un génocide » et que l'accusation « déprécie le concept très important et très grave de génocide ».
L'historien britannique Simon Sebag Montefiore, soutenant que l'occupation israélienne de la Cisjordanie est « dure, injuste et oppressive » et que plus de 100 Palestiniens ont été tués par des colons israéliens en 2022 et 2023, déclare qu'il ne considère pas qu'il s'agit d'un génocide.

### Discours sur la guerre à Gaza depuis 2023
Le 17 octobre, dix jours après le début de la guerre à Gaza depuis 2023, 880 spécialistes du droit international et du génocide signent une déclaration publique dans laquelle ils affirment ce qui suit : « En tant qu'universitaires et praticiens du droit international, des études sur les conflits et les génocides, nous sommes contraints de tirer la sonnette d'alarme sur la possibilité que le crime de génocide soit perpétré par les forces israéliennes contre les Palestiniens de la bande de Gaza. ».
La déclaration appelle les organes des Nations unies, y compris le Bureau des Nations unies pour la prévention du génocide et la responsabilité de protéger, ainsi que le Bureau du Procureur de la Cour pénale internationale à « intervenir immédiatement, à mener les enquêtes nécessaires et à invoquer les procédures d'alerte nécessaires pour protéger la population palestinienne du génocide ».
Le 19 octobre 2023, au cours de la guerre Hamas-Israël, cent organisations de la société civile et six spécialistes du génocide envoient une lettre à Karim Khan, procureur de la Cour pénale internationale, lui demandant de délivrer des mandats d'arrêt contre des responsables israéliens pour des affaires dont le procureur est déjà saisi, d'enquêter sur les nouveaux crimes commis dans les territoires palestiniens, y compris l'incitation au génocide, depuis le 7 octobre, de publier une déclaration préventive contre les crimes de guerre et de rappeler à tous les États les obligations qui leur incombent en vertu du droit international. La lettre note que les responsables israéliens, dans leurs déclarations, ont indiqué « une intention claire de commettre des crimes de guerre, des crimes contre l'humanité et une incitation à commettre un génocide, en utilisant un langage déshumanisant pour décrire les Palestiniens ». Les six spécialistes du génocide qui ont signé le document sont Raz Segal, Barry Trachtenberg, Robert McNeil, Damien Short, Taner Akçam et Victoria Sanford.
Le même jour, les avocats du Center for Constitutional Rights déclarent que les tactiques d'Israël sont « calculées pour détruire la population palestinienne de Gaza » et avertissent l'administration Biden que « les responsables américains peuvent être tenus pour responsables de leur incapacité à empêcher le génocide israélien en cours, ainsi que de leur complicité, en l'encourageant et en le soutenant matériellement ». Le 1er novembre, l'organisation Defence for Children International accuse les États-Unis de complicité avec le « crime de génocide » d'Israël.
En décembre 2023, l'Institut Lemkin pour la prévention du génocide, publie une déclaration « pour expliquer les raisons pour lesquelles nous pensons que la situation en Israël-Palestine constitue un cas de génocide ».
Menachem Klein, professeur émérite à l’université Bar-Ilan de Tel Aviv, estime en novembre 2024 que « les informations qui nous parviennent de la bande de Gaza montrent qu’Israël a recours systématiquement à des méthodes génocidaires ». L'universitaire israélien précise que « le génocide, ce n’est pas un plan qui vise à détruire chaque Palestinien à Gaza. Le génocide correspond à une échelle de violence extrême infligée à un territoire et à sa population, et à une destruction systématique de toutes ses institutions, dans le but de détruire l’identité collective d’un groupe. Or c’est ce qu’Israël fait, en détruisant tous les hôpitaux, les universités, les tribunaux, les administrations. Israël détruit l’identité collective des Gazaouis. C’est clairement un génocide ».

## Analyses

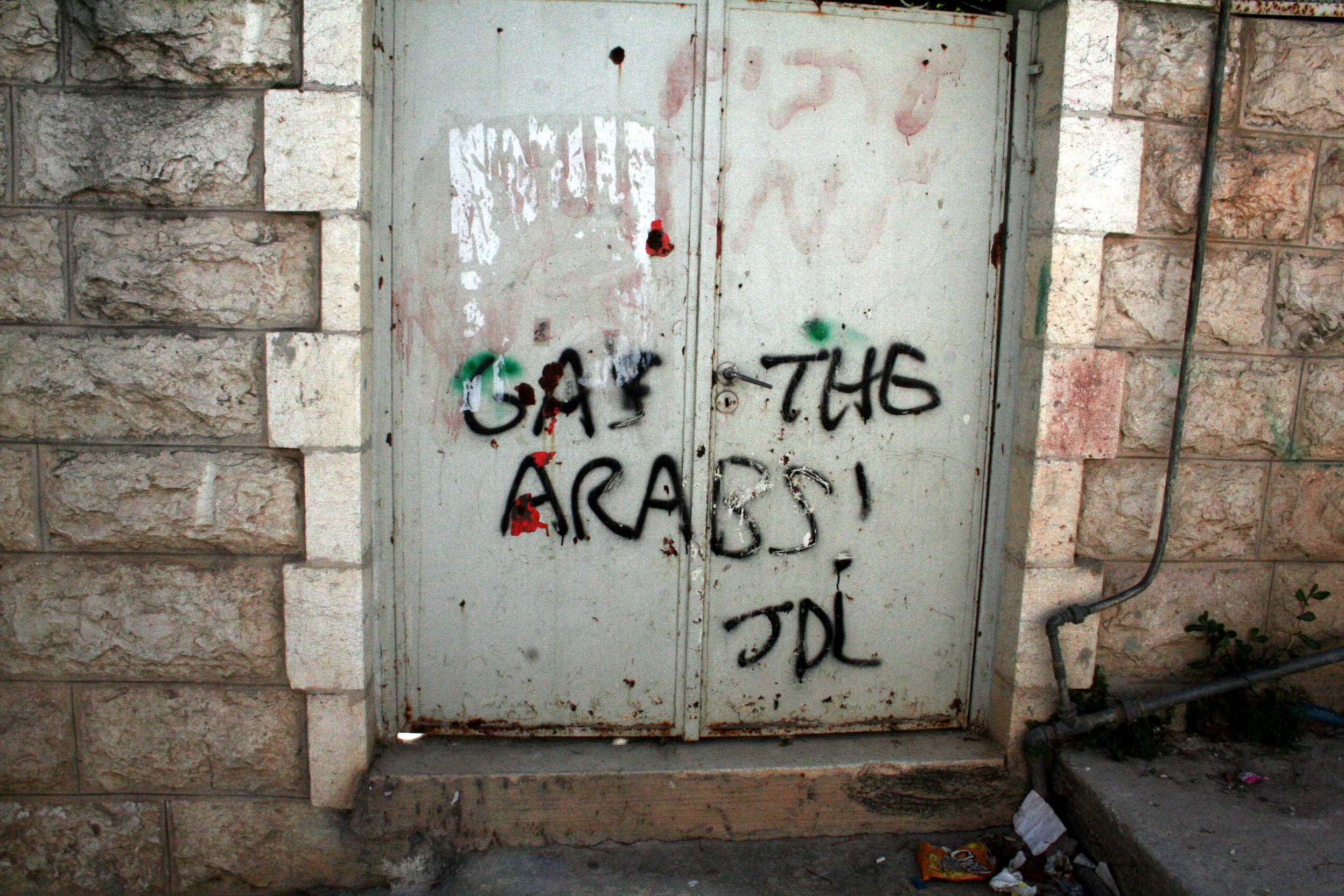
Gazez les Arabes peint par des colons israéliens sur le portail d'une maison palestinienne en Cisjordanie en 2006. L'inscription est signée « JDL » (Ligue de défense juive).

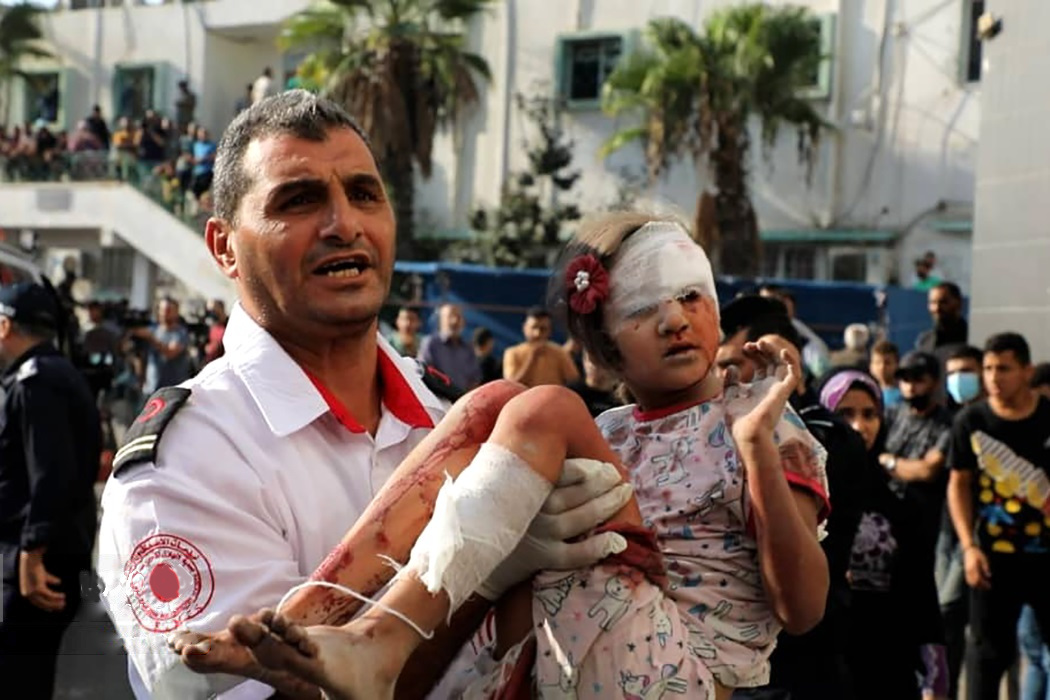
Secouriste portant un enfant blessé à Gaza.

Israël et la Palestine accusent fréquemment l'autre partie de planifier un génocide. La plupart des Israéliens rejettent la qualification de génocide, et certains disent que de telles accusations sont antisémites.
Le journaliste Eric Levitz, dans un article publié le 13 octobre dans The Intelligencer, affirme que les administrations des États-Unis, telles que l'administration Biden, ont donné une approbation tacite aux crimes de guerre et au génocide israéliens lors de la guerre à Gaza depuis 2023.
Ramzy Baroud (en), dans un article paru le 23 octobre dans Arab News, met en parallèle la déshumanisation et l'intention génocidaire dans les médias israélo-américains et occidentaux avec le langage utilisé au Rwanda avant le génocide rwandais. Il fait référence à la similitude entre le refrain de la Radio télévision libre des Mille Collines (RTLM) au Rwanda selon lequel les Tutsis « sont des cafards. Nous vous tuerons » et une citation de l'ancien chef d'état-major de l'armée israélienne Rafael Eitan, datant de 1983, selon laquelle les Arabes sont comme des « cafards drogués dans une bouteille ». Dans le conflit de 2023, il note un sentiment similaire exprimé dans des commentaires tels que celui du ministre israélien de la Défense Yoav Gallant : « Nous combattons des animaux humains et nous agirons en conséquence », et d'Ariel Kallner, membre de la Knesset pour le Likoud, qui déclare à propos de la guerre de 2023 : « Pour l'instant, un seul objectif : la Nakba. Une Nakba qui éclipsera la Nakba de 1948 ».
Chris McGreal (en), un journaliste du Guardian qui a remporté un prix d'Amnesty International pour sa couverture du génocide rwandais, décrit également la rhétorique contre les Palestiniens comme étant « étrangement familière », la rapprochant de celle utilisée contre les Tutsis.
L’anthropologue Didier Fassin relève de « préoccupantes similitudes » entre la guerre israélienne à Gaza et le génocide des Héréros et des Namas par l'Empire allemand au début du XXe siècle en Afrique australe, lequel avait été programmé en réaction au massacre de 120 colons allemands par des rebelles Hereros. Didier Fassin estime qu’ « il y a une responsabilité historique à prévenir ce qui pourrait devenir le premier génocide du XXIe siècle. Si celui des Hereros s’était produit dans le silence du désert du Kalahari, la tragédie de Gaza se déroule sous les yeux du monde entier ».

## Discours politique
Le 13 octobre, le ministre iranien des Affaires étrangères Hossein Amir-Abdollahian qualifie le siège et l'interruption de l'approvisionnement en produits essentiels de « génocide de tous les habitants de Gaza ». Le 15 octobre, le ministre pakistanais des Affaires étrangères Jalil Abbas Jilani qualifie directement de génocide les frappes aériennes et le blocus d'Israël sur Gaza. Reuters rapporte le 28 octobre que le président de la Palestine, Mahmoud Abbas, a qualifié le conflit à Gaza de « guerre de génocide et de massacres commis par les forces d'occupation israéliennes ».
L'ambassadeur d'Israël aux Philippines, Ilan Fluss, nie l'existence d'un génocide contre les Palestiniens, d'après le Manila Bulletin du 23 octobre ; selon Fluss, les attaques d'Israël visent les membres du Hamas, Israël « prenant toutes les mesures pour éviter que les civils soient touchés », y compris « en informant les civils avant même les attaques : tenez-vous à l'écart de l'infrastructure du Hamas ».
La députée américaine d'origine palestinienne Rashida Tlaib plaide en faveur d'un cessez-le-feu lors d'un rassemblement le 18 octobre, en déclarant : « Nous sommes littéralement en train de regarder des gens commettre un génocide et tuer une grande majorité d'entre eux comme cela, et nous restons là sans rien dire. ». Ses remarques lors du rassemblement conduisent le groupe républicain du Congrès à rédiger une résolution, parrainée par Marjorie Taylor Greene, visant à censurer Tlaib.
Craig Mokhiber (en), directeur du Haut-Commissariat des Nations unies aux droits de l'homme, démissionne en raison de ce qu'il qualifie de « cas exemplaire de génocide » dans le cadre de la guerre entre Israël et le Hamas en 2023. Il critique le HCDH, les États-Unis et les médias occidentaux pour leurs positions sur le conflit : « Une fois de plus, nous assistons à un génocide qui se déroule sous nos yeux, et l'Organisation que nous servons semble impuissante à l'arrêter », tout en appelant à « l'établissement d'un État laïque unique et démocratique dans toute la Palestine historique, avec des droits égaux pour les chrétiens, les musulmans et les juifs », ce qui nécessiterait « le démantèlement du projet profondément raciste et colonial des colons ».

## Complicité américaine présumée

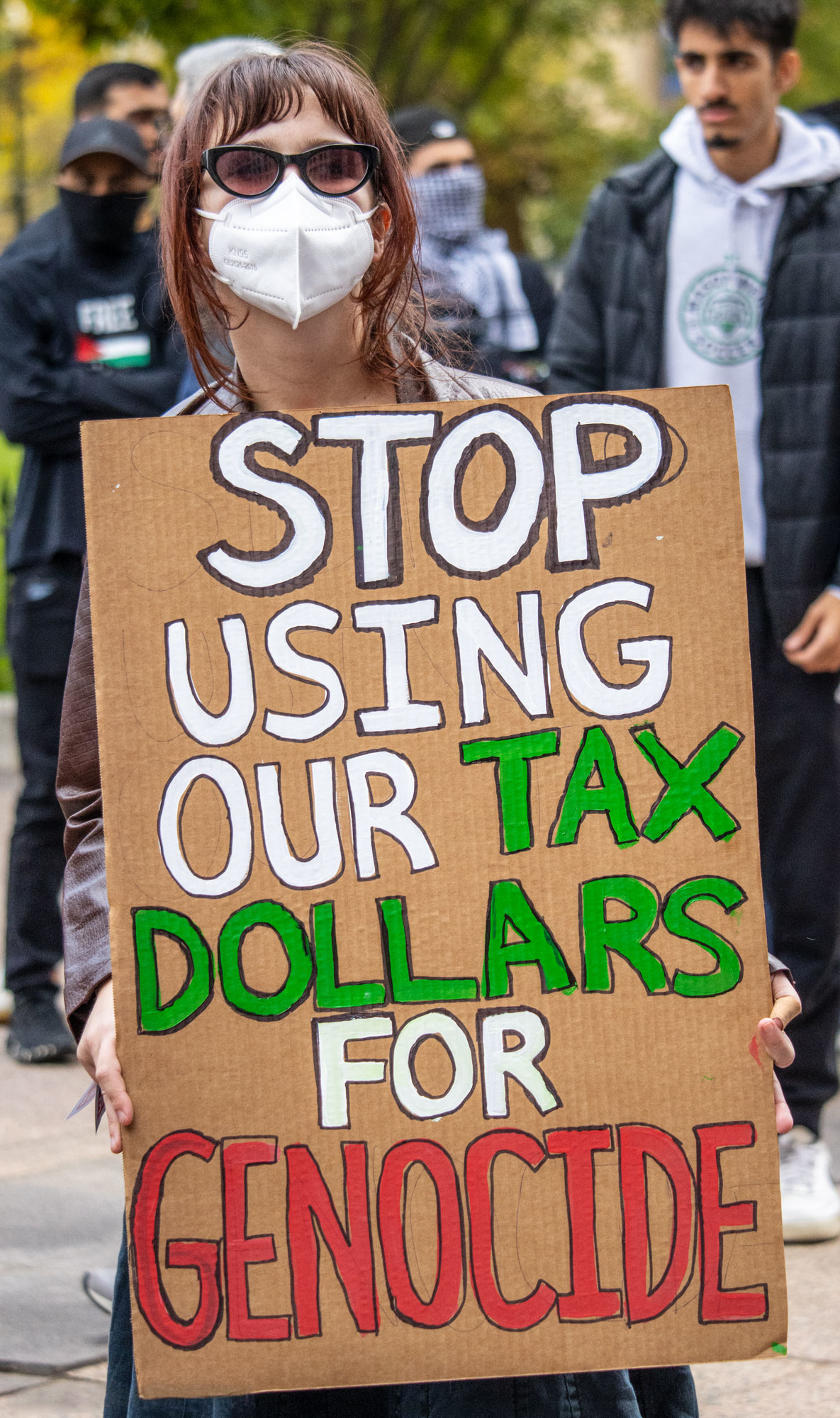
Manifestant pro-palestinien à Columbus, Ohio, États-Unis, le 18 octobre 2023.

Certains commentateurs ont accusé les gouvernements occidentaux de soutenir le génocide contre les Palestiniens, en particulier ceux des États-Unis d'Amérique,,,, ces derniers ayant fourni une aide importante à Israël.
Le 13 octobre 2023, le journaliste Eric Levitz de The Intelligencer a soutenu que les administrations gouvernementales des États-Unis ont approuvé les crimes de guerre israéliens contre les Palestiniens dans la guerre à Gaza depuis 2023, et la seule solution militaire qui peut atteindre les objectifs de sécurité d'Israël en dehors du nettoyage ethnique et du génocide,. Le 19 octobre 2023, au milieu de la guerre, les avocats du Center for Constitutional Rights (en) ont exprimé leur conviction que les actions d'Israël étaient « calculées pour détruire la population palestinienne de Gaza ». Le 4 janvier 2024, le gouvernement des États-Unis a reconnu qu'il ne procédait pas à des évaluations formelles pour déterminer si Israël violait le droit international humanitaire.
En novembre 2023, le président Joe Biden a été surnommé « Joe le génocidaire » par les détracteurs de son soutien à Israël. Le porte-parole du Conseil de sécurité nationale John Kirby, décrit par le média israélien Ynet comme « un défenseur d'Israël exceptionnellement accompli », a déclaré : « Israël essaie de se défendre contre une menace terroriste génocidaire. Alors si nous commençons à utiliser ce mot, très bien, utilisons-le de manière appropriée ». Le 13 novembre 2023, le Center for Constitutional Rights (CCR), basé à New York, a poursuivi Biden pour avoir prétendument manqué à ses devoirs, définis par les lois nationales et internationales, d'empêcher Israël de commettre un génocide lors de la guerre à Gaza depuis 2023. La plainte alléguait que les « massacres de masse » d'Israël, le ciblage des infrastructures civiles et les expulsions forcées équivalaient à un génocide. Le CCR a déclaré : « En tant que plus proche allié d'Israël et son plus grand soutien, en tant que son plus grand fournisseur d'assistance militaire par une large marge et avec Israël étant le plus grand bénéficiaire cumulé de l'assistance étrangère américaine depuis la Seconde Guerre mondiale, les États-Unis ont les moyens disponibles pour avoir un effet dissuasif sur les responsables israéliens qui poursuivent actuellement des actes génocidaires contre le peuple palestinien dans la bande de Gaza ». Dans une déclaration faite dans le cadre du procès, le spécialiste du génocide William Schabas a déclaré qu'à son avis il y avait un « risque sérieux de génocide » et que les États-Unis étaient « en violation de leurs obligations » en vertu de la Convention sur le génocide de 1948 et du droit international,.
Le 25 février 2024, Aaron Bushnell, un militaire américain de 25 ans s'est immolé par le feu devant l'ambassade d'Israël à Washington, DC. Bushnell a cité « le soutien continu et la complicité des États-Unis à Israël dans le génocide à Gaza » comme motivation pour son acte, en déclarant : « Je ne serai plus complice du génocide »,,,.